# Каљмети
Каљмети је некадашња општина и насеље (које је раздвојено на Мали Кељмети и Велики Кељмети) у Љешкој области  , Задрима, Албанија. Иван Јастребов је записао да се налази испод планине Веља (велика) , на којој се налази и село Трошани. У доба Јастрбеова Каљмети има 74 куће са 1020 становника.  Вицко Змајевић је из тих крајева исељавао покатоличене Србе и насељавао их код Задра у насеље Арбанаси. Један од потомака досељеника из села Калмет (Каљмети) је и хрватски политичар Божидар Калмета, родом из Арбанаса - Задар.